# 孫悟空 (1959年の映画)
『孫悟空』（そんごくう）は1959年（昭和34年）4月19日に公開された特撮映画。製作は東宝。イーストマン・カラーの東宝スコープ。同時上映は『私は貝になりたい』。

## 概要
三蔵法師を少年にし、物語もミュージカル仕立てにするなど『西遊記』を大胆にアレンジしたファミリー向け作品。書き割りで表現された遠景や、劇中の歌など舞台劇を思わせる雰囲気の作品となっている。物語は紙芝居屋が『西遊記』を語るところから始まっており、本作品を紙芝居の中の世界と解釈する資料もある。
観音様の使いポンや金角・銀角と並ぶ銅角など、オリジナルキャラクターが登場する。

## キャスト
- 孫悟空[5]：三木のり平
- 三蔵法師[5]：市川福太郎
- 猪八戒[5]：千葉信男
- 沙悟浄[5]：中村是好
- ポン[5]：団令子
- 悪魔大王[5]：小杉義男
- 金角大臣[5]：由利徹
- 銀角大臣[5]：中田康子
- 銅角大臣[5]：南利明
- 書記官長：天本英世
- 料理の先生：藤村有弘
- 伝令スットンベエ：横山道代
- 三蔵法師の母：三田照子
- 王祥：藤田進
- 剣士チクジン：藤木悠
- 土人の酋長：広瀬正一
- 翠蘭[5]：八千草薫
- 翠蘭の父：大川平八郎
- 翠蘭の母：一の宮あつ子
- 紙芝居の親爺：徳川夢声
- 侍従：土屋詩朗
- 銅角が化けた小娘：若林一美
- 姉：野口ふみえ

## スタッフ

### 本編
- 製作：田中友幸、宇佐美仁
- 脚本：村田武雄、山本嘉次郎
- 音楽：團伊玖磨
- 作詞：サトウ・ハチロー
- 撮影：小泉一
- 美術監督：北猛夫
- 録音：藤縄正一
- 照明：大沼正喜、猪原一郎
- 編集：黒岩義民
- 監督助手：児玉進
- 製作担当者：喜多村俊男
- 整音：下永尚
- 衣裳考証：真木小太郎
- スチール：田中一清
- 現像：東京現像所
- 監督：山本嘉次郎

### 特殊技術
- 特技監督：円谷英二
- 撮影：荒木秀三郎、有川貞昌
- 合成：向山宏
- 美術：渡辺明
- 照明：岸田九一郎
- 造形：利光貞三
- 繰演：中代文雄

## 製作
監督の山本嘉次郎と特技監督の円谷英二は『エノケンの孫悟空』でも西遊記を題材としている。
脚本は山本と村田武雄の共作である。村田は、原作を読んだ上で道中記のイメージから西部劇の要素を取り入れた。ポンなどのキャラクターは山本の発想であり、村田は大変面白いアイディアであったと評している。
円谷による特撮は、従来のミニチュア撮影を極力廃し、作画合成が多用したスピード感溢れるものとなっている。孫悟空が乗る觔斗雲は、フィルムに直接描き込んでワイヤーで吊っている人物と合わせるという手法がとられた。スクリプターの鈴木桂子によれば、円谷はガラスに綿を貼って撮影するなど様々な方法を試行錯誤して2日間を費やしており、本編がフィルムの使用量を制限されていた時代に実績を出していた円谷はフィルムを使い放題にしていた贅沢な時代であったという。
孫悟空らの衣裳は、衣裳部ではなく造型部が手掛けた。造型部の新人であった村瀬継蔵は、三木の被り物をボンドで貼ったところ三木の地肌がかぶれてしまうという失敗があったという。
音楽を担当した團伊玖磨は、以前に手掛けた『白夫人の妖恋』（1956年）では中国的な音楽を心がけていたが、本作品ではそういった表現は用いず、ミュージカル映画としての娯楽性を重視している。

## 映像ソフト
- 1999年11月1日にVHSがキネマ倶楽部より通販限定で発売された[15]。
- 2021年5月26日にDVDが東宝から発売された[16]。同日には榎本版も発売された。